# N165
N165, камень «Коронация» (англ. "Coronation" rock) — камень, найденный марсоходом Кьюриосити в августе 2012 года. Камень находится на равнине Aeolis Palus, в кратере Гейла, на планете Марс, неподалёку от местности Брэдбери, в которой примарсился марсоход. Приблизительные координаты центра — 4°35′ ю. ш. 137°26′ в. д. / 4,59° ю. ш. 137,44° в. д.. 
19 августа 2012 года камень был выбран в качестве первой мишени для лазерного спектрометра ChemCam, который находится на мачте марсохода Кьюриосити. N165 был выбран в первую очередь из-за того, что лежал в непосредственной близости от марсохода, а не из-за научного интереса. Целью «стрельбы» по камню была проверка работоспособности и характеристик спектрометра. Луч детектора с энергией 14 мДж тридцатью непродолжительными импульсами в течение 10 секунд воздействовал на N165, который находился на расстоянии примерно трёх метров от Кьюриосити. В точке попадания атомы камня превратились в светящуюся ионизированную плазму и стали излучать в световом диапазоне. Свет плазмы был воспринят ChemCam, который провёл спектрометрические замеры в трёх каналах: ультрафиолетовом, видимом фиолетовом, видимом и ближнем инфракрасном. Качество работы ChemCam превзошло все ожидания и оказалось даже выше, чем на Земле.

## Галерея
- Первое испытание лазерного спектрометра ChemCam, видны следы от лазера на камне N165
- Первый лазерный спектр химических элементов камня N165, 19 августа 2012 года